# Keysigning-Party

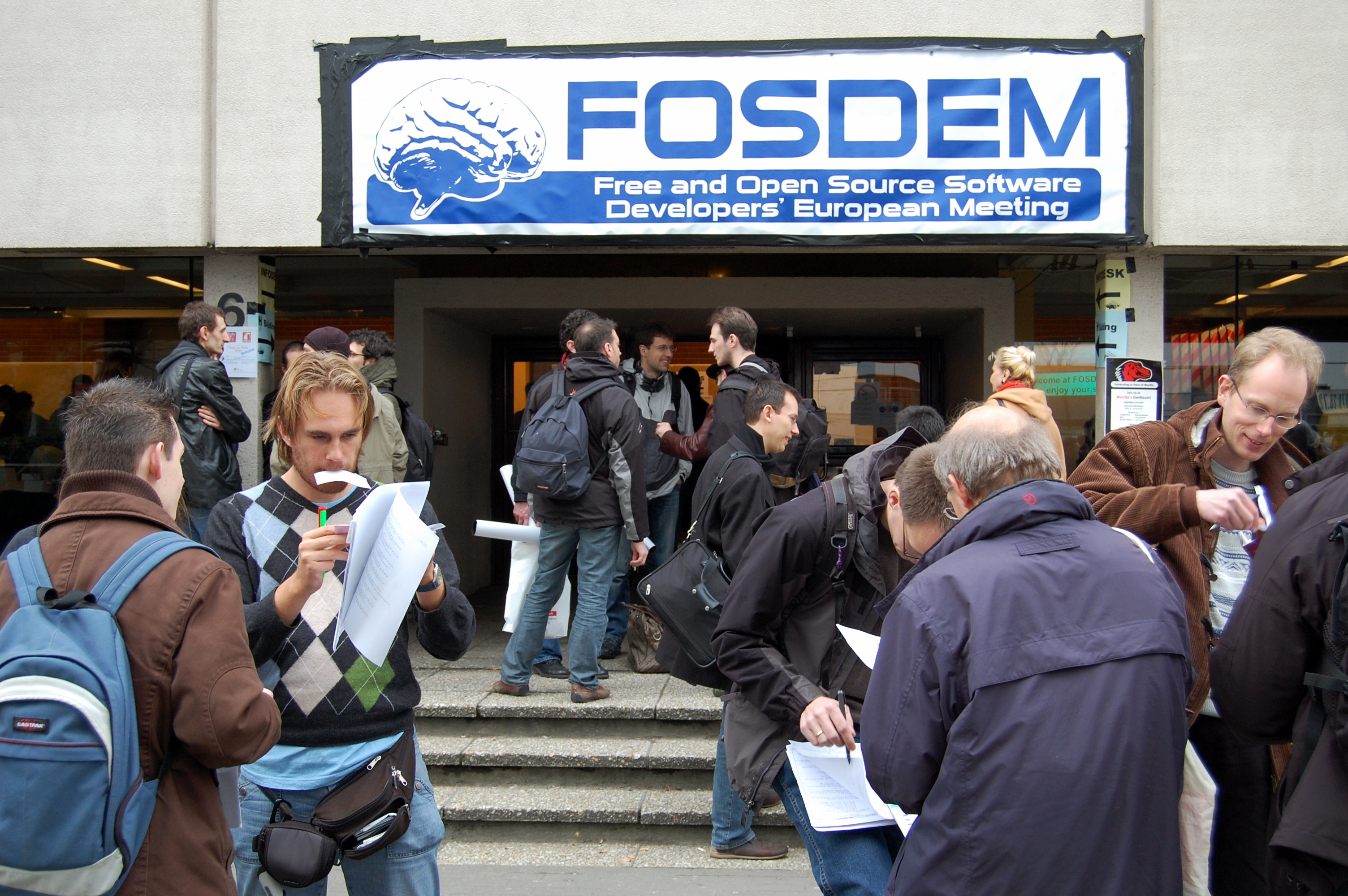
Key signing vor der FOSDEM 2008

Als Keysigning-Party wird eine Veranstaltung bezeichnet, auf der sich Benutzer von PGP und vergleichbaren Diensten treffen, um ihre öffentlichen Schlüssel gegenseitig zu signieren.
Durch dieses Verfahren soll ein Web of Trust aufgebaut werden, welches die Zuordnung des Schlüssels zu einer Person bestätigen soll. Die Person wird hierbei über amtliche Dokumente (beispielsweise Personalausweis, Reisepass oder Führerschein) bestätigt.
Es ist dabei aus Sicherheitsgründen nicht üblich, die bestätigten Schlüssel direkt einzutragen, da nicht gesichert werden kann, dass ein dafür verwendeter Computer nicht mittels Malware kompromittiert ist oder die Nutzereingaben (insbesondere der Passphrase) durch einfaches „Über-die-Schulter-Schauen“ mitgelesen werden können.
Besonders an Universitäten sind solche Treffen weit verbreitet, aber auch im Rahmen von Messe- und Vortragsveranstaltungen finden Keysigning-Partys statt. Eine gewisse Tradition hatte eine solche Veranstaltung auf dem Stand der c’t bei der Computermesse Cebit.
Die seit 2012 aufgekommene Veranstaltungsform CryptoParty greift die Tradition der Keysigning-Party auf und erweitert sie inhaltlich um die Vermittlung weiterer Verschlüsselungs- und Datenschutztechniken.

## Belege
1. ↑   Krypto-Kampagne: Wie kann ich mitmachen? Heise Zeitschriften Verlag, abgerufen am 30. August 2010.